# Amtsgericht Putzig
Das Amtsgericht Putzig war ein preußisches Amtsgericht mit Sitz in Putzig.

## Geschichte
In Putzig bestand von 1849 bis 1879 die Gerichtskommission Putzig des Kreisgerichts Neustadt in Westpreußen. Das königlich preußische Amtsgericht Putzig wurde mit Wirkung zum 1. Oktober  1879 als eines von neun Amtsgerichten im Bezirk des Landgerichtes Danzig im Bezirk des Oberlandesgerichtes Marienwerder gebildet. Der Sitz des Gerichtes war Putzig. Sein Gerichtsbezirk umfasste aus dem Kreis Neustadt den Stadtbezirk Putzig, die Amtsbezirke Celbau, Darslub, Hela, Karwenbruch, Krockow, Löbsch, Rutzau, Schwarzau, Starsin und Zarnowitz sowie aus dem Amtsbezirk Rheda den Gemeindebezirk Polchau und den Gutsbezirk Rekau. Am Gericht bestanden 1880 zwei Richterstellen. Das Amtsgericht war damit ein kleines Amtsgericht im Landgerichtsbezirk. Gerichtstage wurden in Hela und Heisternest gehalten. Der Amtsgerichtsbezirk kam aufgrund des Versailler Vertrages 1919 zu Polen, und das Amtsgericht stellte seine Arbeit ein. Im Jahre 1939 wurde Polen deutsch besetzt. Im Rahmen der Neuorganisation der Gerichte in Ostdeutschland und im ehemaligen Polen wurden das Amtsgericht Putzig neu gebildet und erneut dem Landgericht Danzig zugeordnet. Im Jahre 1944 wurde das Amtsgericht Putzig als Zweigstelle des Amtsgerichtes Neustadt geführt.
Im Jahre 1945 wurde der Amtsgerichtsbezirk unter polnische Verwaltung gestellt, und die deutschen Einwohner wurden vertrieben. Damit endete auch die Geschichte des Amtsgerichtes Putzig.